# إميليا لانيير
إميليا لانيير (بالإنجليزية: Emilia Lanier) (1569 في المملكة المتحدة - 1 أبريل 1645، لندن في المملكة المتحدة)؛ كاتِبة وشاعرة إنجليزية.